# アークティックキャット
アークティックキャット（Arctic Cat）はスノーモービル、全地形対応車、サイド・バイ・サイド・ビークルを製造するアメリカ合衆国、テキストロン傘下のメーカーである。過去には船舶を製造していた。

## 概要
1960年にポラリス・インダストリーズの創業者であるエドガー・ヘイティーンが以前から自動始動機を備えたスノーモービル事業を行うために創設した企業である。ポラリスのようにアークキャットはスノーモービル、船舶、全地形対応車において有名企業へ成長する。
初めの社名はポラリスマニュファクチュアリングだったがすぐにアークティックエンタープライズに変更した。
1960年代から1970年代にかけてスノーモービルを製造し、ボスキャットラインを構築した。シルバーラインボートやルンドアンドマリンを含む様々なボートメーカーは、他の企業から部品を納入していた。しかしながら1982年にアークティックキャットは倒産した。2年後に新会社アルティコとしてアークティックキャットスノーモービルの製造を再開した。
1996年にはアークティックキャットは成功をおさめ、アークティックキャットに社名変更する。会社はサイド・バイ・サイド・ビークル、全地形対応車、スノーモービルのメーカーとして存続している。
長年にわたり、二輪駆動車、ミニバイク、発電機、除雪車を含む生産ラインを試みている。1972年に製品は総合レジャー商品企業に変更する。